# Список штатів США за датою приєднання

Карта приєднання штатів.

| 1776–1790 | 1791–1799 | 1800–1819 |
| 1820–1839 | 1840–1859 | 1860–1879 |
| 1880–1899 | 1900–1950 | 1959      |

## Перелік штатів
| Черговість | стяг | Назва                                          | Дата приєднання | Попередня історія                                                         |
| ---------- | ---- | ---------------------------------------------- | --------------- | ------------------------------------------------------------------------- |
| 1          |      | Делавер (Delaware)                             | 7.12.1787       | Нижчі графства Делавару, штат-засновник                                   |
| 2          |      | Пенсільванія (Pennsylvania)                    | 12.12.1787      | провінція Пенсильванія, штат-засновник                                    |
| 3          |      | Нью-Джерсі (New Jersey)                        | 18.12.1787      | провінція Нью-Джерсі, штат-засновник                                      |
| 4          |      | Джорджія (Georgia)                             | 2.1.1788        | провінція Джорджія, штат-засновник                                        |
| 5          |      | Коннектикут (Connecticut)                      | 9.1.1788        | колонія Коннектикут, штат-засновник                                       |
| 6          |      | Массачусетс (Massachusetts)                    | 6.2.1788        | провінція Массачусетська затока, штат-засновник                           |
| 7          |      | Меріленд (Maryland)                            | 28.4.1788       | провінція Меріленд, штат-засновник                                        |
| 8          |      | Південна Кароліна (South Carolina)             | 23.5.1788       | провінція Пд. Кароліна, штат-засновник                                    |
| 9          |      | Нью-Гемпшир (New Hampshire)                    | 21.6.1788       | провінція Нью-Гемпшир, штат-засновник                                     |
| 10         |      | Вірджинія (Virginia)                           | 25.6.1788       | колонія Вірджинія, штат-засновник                                         |
| 11         |      | Нью Йорк (New York)                            | 26.7.1788       | провінція Нью-Йорк, штат-засновник                                        |
| 12         |      | Північна Кароліна (North Carolina)             | 21.11.1789      | провінція Північна Кароліна, штат-засновник                               |
| 13         |      | Род-Айленд (Rhode Island)                      | 29.5.1790       | Колонія Род-Айленд і плантації Провидіння, штат-засновник                 |
| 14         |      | Вермонт (Vermont)                              | 4.3.1791        | провінція Нью-Йорк і Нью-Гемпшир Грант (під питанням), республіка Вермонт |
| 15         |      | Кентуккі (Kentucky)                            | 1.6.1792        | графство Кентуккі                                                         |
| 16         |      | Теннессі (Tennessee)                           | 1.06.1796       | провінція Північна Кароліна, Південно-західна територія                   |
| 17         |      | Огайо (Ohio)                                   | 1.3.1803        | Північно-західна територія                                                |
| 18         |      | Луїзіана (Louisiana)                           | 30.4.1812       | територія Орлеан                                                          |
| 19         |      | Індіана (Indiana)                              | 11.12.1816      | територія Індіана                                                         |
| 20         |      | Міссісіпі (Mississippi)                        | 10.12.1817      | територія Міссісіпі                                                       |
| 21         |      | Іллінойс (Illinois)                            | 3.12.1818       | територія Іллінойс                                                        |
| 22         |      | Алабама (Alabama)                              | 14.12.1819      | територія Алабама                                                         |
| 23         |      | Мен (Maine)                                    | 15.3.1820       | штат Массачусетс                                                          |
| 24         |      | Міссурі (Missouri)                             | 10.8.1821       | територія Міссурі                                                         |
| 25         |      | Арканзас (Arkansas)                            | 15.6.1836       | територія Арканзас                                                        |
| 26         |      | Мічиган (Michigan)                             | 26.1.1837       | територія Мічиган                                                         |
| 27         |      | Флорида (Florida)                              | 3.3.1845        | територія Флорида                                                         |
| 28         |      | Техас (Texas)                                  | 29.12.1845      | республіка Техас                                                          |
| 29         |      | Айова (Iowa)                                   | 28.12.1846      | територія Айова                                                           |
| 30         |      | Вісконсин (Wisconsin)                          | 29.5.1848       | територія Вісконсин                                                       |
| 31         |      | Каліфорнія (California)                        | 9.9.1850        | республіка Каліфорнія                                                     |
| 32         |      | Міннесота (Minnesota)                          | 11.5.1858       | територія Міннесота                                                       |
| 33         |      | Орегон (Oregon)                                | 14.2.1859       | територія Орегон                                                          |
| 34         |      | Канзас (Kansas)                                | 29.1.1861       | територія Канзас                                                          |
| 35         |      | Західна Вірджинія (West Virginia)              | 20.6.1863       | штат Вірджинія (див. вище)                                                |
| 36         |      | Невада (Nevada)                                | 31.10.1864      | територія Невада                                                          |
| 37         |      | Небраска (Nebraska)                            | 1.3.1867        | територія Небраска                                                        |
| 38         |      | Колорадо (Colorado)                            | 1.8.1876        | територія Колорадо                                                        |
| 39         |      | Північна Дакота (North Dakota)                 | 2.11.1889       | територія Дакота                                                          |
| 40         |      | Південна Дакота (South Dakota)                 | 2.11.1889       | територія Дакота                                                          |
| 41         |      | Монтана (Montana)                              | 8.11.1889       | територія Монтана                                                         |
| 42         |      | Вашингтон (Washington)                         | 11.11.1889      | територія Вашингтон                                                       |
| 43         |      | Айдахо (Idaho)                                 | 3.7.1890        | територія Айдахо                                                          |
| 44         |      | Вайомінг (Wyoming)                             | 10.7.1890       | територія Вайомінг                                                        |
| 45         |      | Юта (Utah)                                     | 4.1.1896        | територія Юта                                                             |
| 46         |      | Оклахома (Oklahoma)                            | 16.11.1907      | територія Оклахома й Індіанська територія                                 |
| 47         |      | Нью-Мексико (New Mexico)                       | 6.1.1912        | територія Нью-Мексико                                                     |
| 48         |      | Аризона (Arizona)                              | 14.2.1912       | Територія Аризона                                                         |
| 49         |      | Аляска (Alaska)                                | 3.1.1959        | Територія Аляска                                                          |
| 50         |      | Гаваї (англ. Hawaii, гав. Mokuʻāina o Hawaiʻi) | 21.8.1959       | Гавайське королівство, Республіка Гаваї, територія Гаваї                  |